# Trúc thiên môn

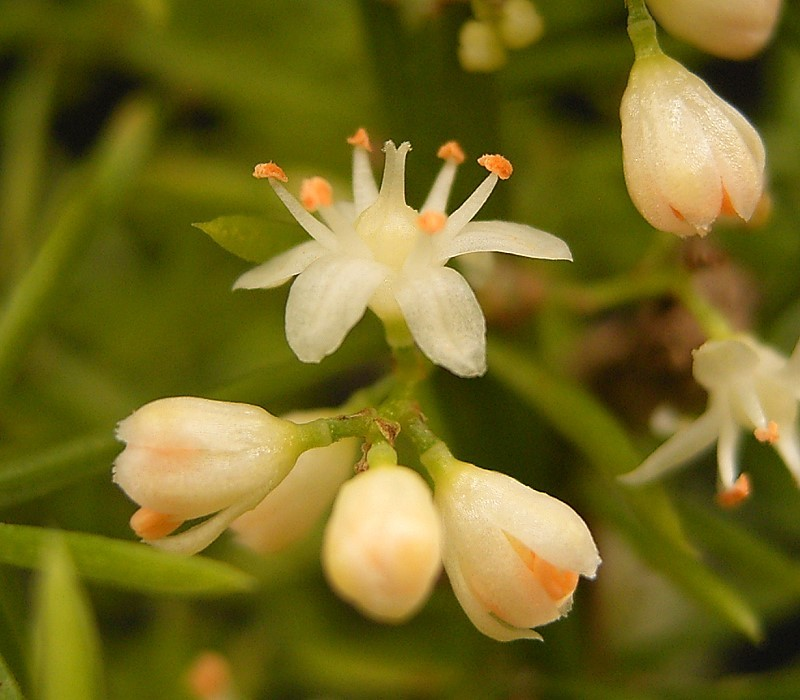
Hoa

Trúc thiên môn hay đuôi chồn (danh pháp hai phần: Asparagus densiflorus) là một loài thực vật có hoa trong họ Măng tây (Asparagaceae). Loài này được (Kunth) Jessop miêu tả khoa học đầu tiên năm 1966.